# فرودگاه فایا لارگی
فرودگاه فایا لارگی (به انگلیسی: Faya-Largeau Airport) یک فرودگاه همگانی با کد یاتا FYT است که یک باند فرود آسفالت دارد و طول باند آن ۲۷۹۶ متر است. این فرودگاه در کشور چاد قرار دارد .